# 蔡意橋站
蔡意橋站（英語：Choy Yee Bridge Stop）是輕鐵的鐵路車站，代號075，屬於單程車票第2收費區，共有2個月台，共有2條輕鐵路線途經此站。車站位於蔡意橋、石排頭路交界，在卓爾居對出。

## 車站結構

### 車站樓層
| 地面              | 出口 | 建盛里、大興政府合署、卓爾居 |   |  |
| 地面              | 月台 | \| 側式 · 開左邊车门 \| \| \| \| \| \| \| \| 輕鐵507綫往田景（銀圍） 輕鐵751綫往天逸（澤豐） \| 1 \| \| \| \| 2 \| 輕鐵507綫往屯門碼頭（河田） 輕鐵751綫往友愛（河田） \| \| \| \| 側式 · 開左邊车门 \| \| \| \| \| |   |  |
| 地面              | 出口 | 蔡意橋 |   |  |
| 側式 · 開左邊车门 |      | |   |  |
|                   |      | 輕鐵507綫往田景（銀圍） 輕鐵751綫往天逸（澤豐） | 1 |  |
|                   | 2    | 輕鐵507綫往屯門碼頭（河田） 輕鐵751綫往友愛（河田） |   |  |
| 側式 · 開左邊车门 |      | |   |  |

## 歷史

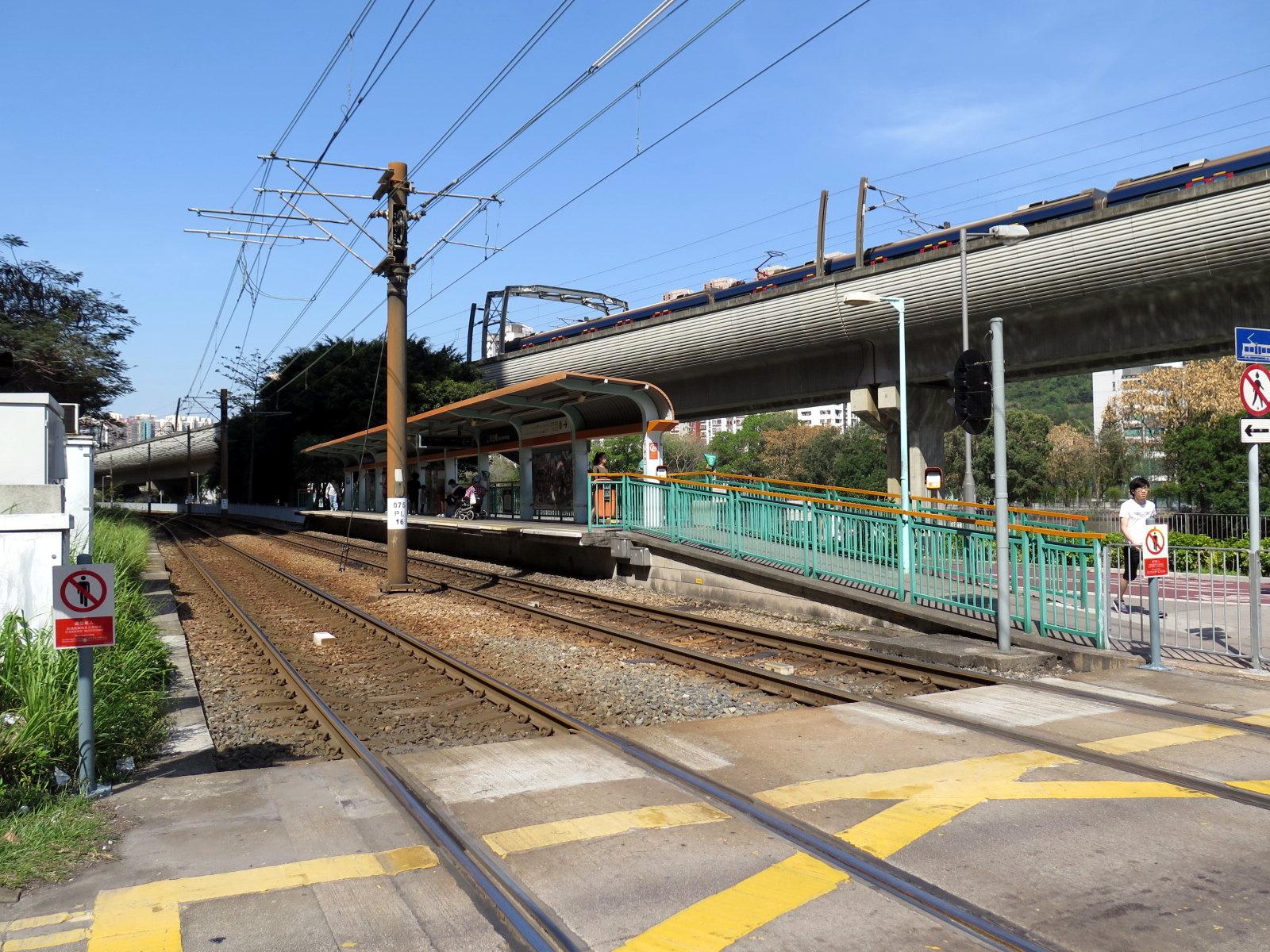
蔡意橋站2號月台（2015年）

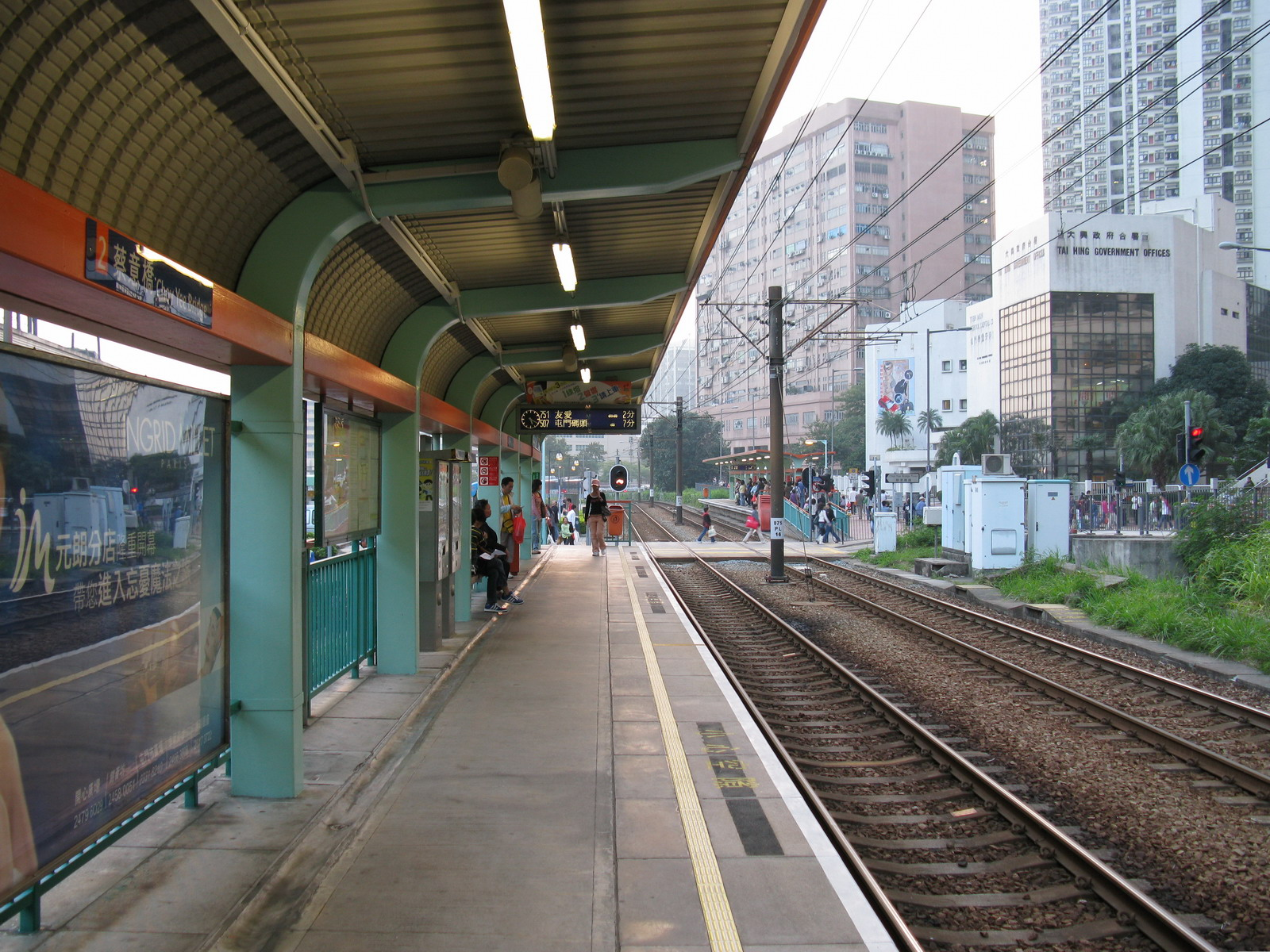
蔡意橋站2號月台（2007年）

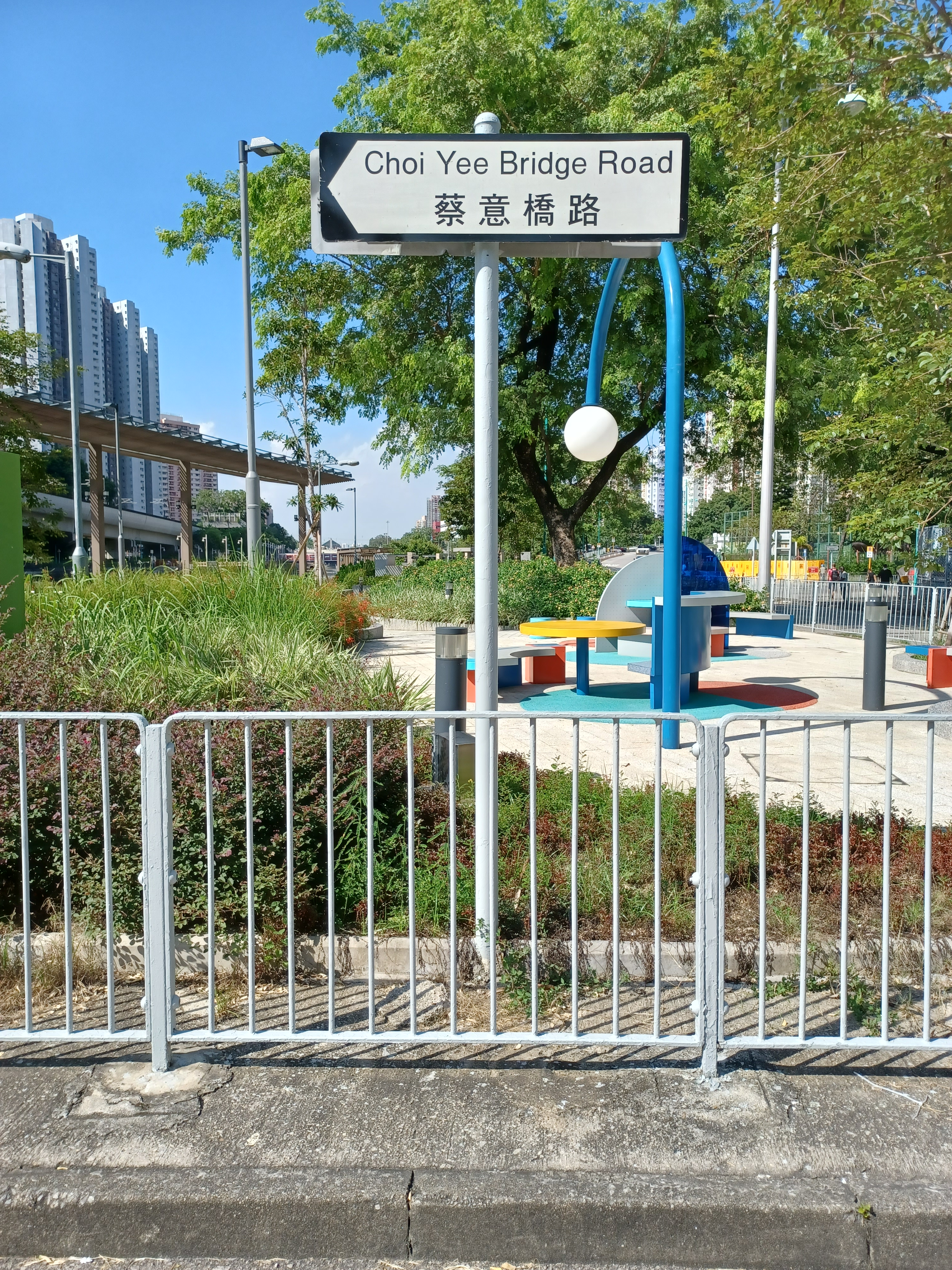
蔡意橋路路牌，使用拼法為「Choi Yee Bridge」

1985年2月16日，屯門區議會召開會議為香港輕鐵屯門區各車站命名，決定將「大興橋站」改名蔡意橋站。本站名稱得名自蔡意橋，但兩者英文拼法不同。路牌拼法為Choi Yee Bridge，但車站站牌拼法為Choy Yee Bridge。

## 外部連結
- 港鐵公司 - 輕鐵及巴士服務 - 輕鐵街道圖 （页面存档备份，存于）
- 港鐵公司 - 輕鐵及巴士服務 - 輕鐵行車時間表 （页面存档备份，存于）

1. ↑  屯門輕鐵車站 站名逐一介紹《工商日報》，1985-02-17